# Tom Rice
Pour les articles homonymes, voir Rice et Tom Rice (militaire).
Hugh Thompson Rice, Jr. dit Tom Rice, né le 4 août 1957 à Charleston (Caroline du Sud), est un homme politique américain membre du Parti républicain.

## Représentant des États-Unis
Tom Rice représente le septième district de Caroline du Sud à la Chambre des représentants des États-Unis depuis 2013.
Le 13 janvier 2021, après l'assaut du Capitole des États-Unis par des partisans de Donald Trump le 6 janvier, qui fait cinq morts et des dizaines de blessés, la Chambre des représentants approuve la mise en accusation de Donald Trump pour « incitation à l'insurrection » par 232 voix (dont 10 Républicains) contre 197,,. Tom Rice fait alors partie, aux côtés de Liz Cheney, des 10 Républicains qui se joignent aux Démocrates pour voter la mise en accusation de Donald Trump.